# ستاره لارا
ستاره لارا(به آلمانی: Lauras Stern) یک انیمیشن آلمانی است که بر اساس داستانی به همین نام نوشته کلاوس با مگارت ساخته شده‌است. این انیمیشن در سال ۲۰۰۴ توسط برادران وارنر منتشر شد.
این پویانمایی موفق‌ترین پویانمایی آلمانی تاریخ می‌باشد.

## داستان
لارا یک دختر روستایی هفت ساله است که به تازگی همراه با خانواده اش به شهری بزرگ مهاجرت کرده‌است. او یک شب ستاره‌ای را می‌بیند که از آسمان به زمین می‌افتد. او به دنبال ستاره می‌رود تا آن را در یک پارک می‌یابد و می‌فهمد که آن ستاره موجودی زنده است. او ستاره را که به خاطر سقوط آسیب دیده است با خود به خانه می‌برد و با یک چسب زخم قسمت آسیب دیده آن را می‌بندد. در ادامه او و برادر کوچکش متوجه می‌شوند که ستاره، توانایی‌های خاصی همچون به پرواز درآوردن افراد و جان بخشی به اجسام غیرزنده را دارد. اما کم‌کم لارا می‌فهمد که هر چه بیشتر ستاره روی زمین باقی بماند، ضعیف تر می‌شود؛ به همین دلیل به همراه پسر همسایه، مکس، تلاش می‌کند که ستاره را به فضا بازگرداند.

## معادل‌های انگلیسی نام افراد
1. ↑  Thilo Rothkirch
2. ↑  Piet De Rycker
3. ↑  	Michael Mädel
4. ↑  Klaus Baumgart
5. ↑  Laura
6. ↑  Max